# Товариство друзів Лужиці
Товариство друзів Лужиці (чеськ. Společnost přátel Lužice Společnost přátel Lužice) — організація в Чехії, яка об'єднує людей і юридичні особи за інтересом до культури і мови лужицьких сербів. 
Засноване Яном Брилем, Цирілом Веньком і Йосефом Патою 1907 року як чесько-лужицьке товариство «Адольф Чорний» (назване за іменем чеського поета Адольфа Чорного). Займається поширенням знань про лужицьких сербів, їх вивченням. Видає журнал «Česko-lužický věstník». За статутом товариства, його членами є фізичні особи старші 15 років і юридичні особи. Дійсні члени зобов'язані сплачувати членські внески. До органів управління товариства належать загальні збори, президія і контрольна комісія. 
Лужицько-сербське товариство «Адольф Чорний» було засновано в Празі за ініціативи студента Яна Брила 20 березня 1907 року. У 1919 році товариство було перейменовано в Чесько-лужицьке товариство «Адольф Чорний», почало видання журналу «Чесько-лужицький вісник». У 1931 році товариство стало називатися Чехословацько-лужицьке товариство «Адольф Чорний», а журнал — «Лужицькосербський вісник». Роком пізніше організація отримала сучасне найменування — Товариство друзів Лужиці. У 1933 році в організації числилося 3423 особи. У травні 1937 року на мітингу в Празі товариство друзів Лужиці ухвалило резолюцію протесту проти знищення лужицької народу. 8 червня 1945 року Товариство друзів Лужиці відновило свою діяльність. Керівництво товариства брало участь в розпочатої лужицькими сербами спробі вийти зі складу Німеччини (1945–1946). 